# Кирилица
Кирилица в днешно време е наименованието на група сходни азбучни системи, използвани от различни езици в Източна Европа и Азия.
В исторически план кирилицата заедно с глаголицата е едната от двете азбуки, използвани при записването на старобългарския книжовен език. Кирилицата е създадена в Преславската книжовна школа към края на IX или началото на X век. В наши дни кирилицата е широко разпространена както сред южните и източните славянски народи, така и сред някои неславянски народи в Русия. Кирилицата е в основата на официалната писменост на Монголия и в някои републики от бившия Съветски съюз, а до края на 70-те години на ХІХ век се е използвала и в Румъния.

## История и развитие

### Възникване
Кирилицата е създадена в Преславската книжовна школа в края на IX или началото на X век. Сред най-ранните писмени паметници на кирилица е надписът от Крепча, датиран към 921 г. и двуезичен надпис с гръцко и кирилско писмо на керамична ваза от Преслав, датирана към 931 г. Традиционно кирилицата е приписвана на Климент Охридски, а името ѝ – в чест на св. Кирил – Константин Философ, на когото Климент Охридски е ученик. Тази хипотеза е отхвърлена през 90-те години на миналия век по две основни причини: първите надписи на кирилица са открити около Преслав, а не в Охридско, където работи Климент, а именно на запад, в днешните Северна Македония и Хърватия, глаголицата се запазва най-дълго. В Хърватия се използва до 16-ти век. Кирилицата заменя глаголицата, създадена по-рано от Константин Философ-Кирил, съгласно византийската външна политика през IX век с цел славянските народи да не възприемат християнството от Рим. Подобно на латиницата, за основа на кирилицата е използвана гръцката азбука, която от своя страна произлиза от финикийската. Солунските братя Константин Философ (Кирил) и Методий въвеждат глаголицата първоначално във Великоморавия, където са изпратени през 862 г. да разпространяват християнството на славянски език. Тогавашният владетел на Великоморавия – княз Ростислав, търси съдействие от византийския император Михаил III и за да отслаби влиянието на Източнофранкското кралство, чиито свещеници проповядват на латински език. След смъртта на Методий (Кирил умира по-рано) просветното дело на двамата братя е унищожено от немските духовници, а Климент Охридски, Наум Преславски, Горазд, Сава и Ангеларий ученици на братята са прокудени. (Петимата ученици и техните учители са така известните Свети Седмочисленици.)
Българският владетел Борис-Михаил кани учениците на Методий да се установят в България и им възлага обучението на бъдещите свещеници на старобългарски език. Кирилицата се развива и разпространява първоначално в Преславската и Охридската книжовна школа.

### Наименование
В нито един български средновековен извор не е открито собствено название на базираната на гръцкото унциално писмо старобългарска азбука. В „Кратко житие на Климент Охридски“ се среща следният откъс:
„Изобретил и други форми на буквите за по-голяма яснота от ония, които изнамерил мъдрият Кирил.“
В това сведение всъщност се казва, че Климент Охридски е разработил по-опростен и удобен глаголически шрифт, така че с „кирилица“ би трябвало да се нарича азбуката, която създава Кирил – Константин Философ, а „климентица“ трябва да се нарича именно шрифтът, който е разработил и въвел Климент Охридски.
Наименованието „кирилица“ е регистрирано през 1563 г. в превода на Новия завет на хърватски, издаден от хърватски протестанти в Тюбинген, в чието заглавие се казва: „с цирулическими словами наипрво сада штампани“.

### Класическа кирилица (IX – XI в.)
Тази кирилица се състои от 24-те букви на гръцкото унициално писмо и още 14 букви, които отбелязват звуковете (б, ж, ц, ч, ш, щ, ъ, ь, ѣ, ю, ѧ, ѩ, ѫ, ѭ). Както при глаголическата азбука, така и при кирилицата има буквени варианти и съчетания, част от които са заимствани от византийския устав.
Списък на буквите:
|                          |               |                                  |     |
| азъ                      | а             | азъ                              | 1   |
| боукы                    | б             | боукы, бꙋкы                      | -   |
| вѣдѣ                     | в             | вѣдѣ                             | 2   |
| глаголи                  | г             | глаголи                          | 3   |
| добро                    | д             | добро                            | 4   |
| єсть                     | є             | ѥстъ                             | 5   |
| живѣтє                   | ж             | живѣтє                           | -   |
| ѕѣло                     | ѕ, ꙃ, дз      | ѕѣло                             | 6   |
| земля                    | ꙁ, з          | зємлꙗ                            | 7   |
| ижє                      | и             | ижє                              | 8   |
| ижеи                     | i (ї)         | іжєи                             | 10  |
| гѥрв                     | ꙉ, ћ          | ћьрвь, гѥрвь, дервъ              | -   |
| како                     | к             | како                             | 20  |
| людиѥ                    | л             | людиѥ                            | 30  |
| мыслитє                  | м             | мыслитє                          | 40  |
| Нашь                     | н             | нашь                             | 50  |
| онъ                      | о             | онъ, ѻнъ (вариант на о)          | 70  |
| покои                    | п             | покои                            | 80  |
| рьци                     | р             | рьци                             | 100 |
| слово                    | с             | слово                            | 200 |
| тврьдо                   | т             | тврьдо                           | 300 |
| оукъ                     | ѹ, у, ꙋ       | оукъ, ꙋкъ                        | 400 |
| фрьтъ                    | ф             | фрьтъ                            | 500 |
| хѣръ                     | х             | хѣръ                             | 600 |
| ѡтъ                      | ѡ [oː]        | ѡтъ                              | 800 |
| ци                       | ц             | ци                               | 900 |
| чрьвь                    | ч             | чрьвь                            | 90  |
| ша                       | ш             | ша                               | -   |
| ща                       | щ, шт         | ща                               | -   |
| ѥръ (голям)              | ъ             | ѥръ голѣмъ                       |     |
| ѥры                      | ꙑ, ы          | ѥры                              |     |
| ѥрь малъкъ               | ь             | ѥрь малъкъ                       |     |
| ять                      | ѣ [æː], [eː]  | ѣть                              |     |
| ю                        | йу            | ю (іотирано ꙋ)                   |     |
| ꙗ                        | ꙗ             | я, ꙗ (іотирано а)                |     |
| йотирано е               | ѥ [йе]        | ѥ (іотирано є)                   |     |
| малък юс, малка носовка  | ѧ [ен]        | ѧсъ (малък юсъ, малка носовка)   | 900 |
| йотиран малък юс         | ѩ [йен]       | ѩсъ (іотиранъ малъкъ юсъ)        |     |
| голям юс, голяма носовка | ѫ [он]/[ън]   | ѫсъ (голѣмъ юсъ, голѣма носовка) |     |
| йотиран голям юс         | ѭ [йон]/[йън] | ѭсъ (іотиранъ голѣмъ юсъ)        |     |
| ѯи                       | ѯ (ξ) [кс]    | ѯи (кси)                         | 60  |
| ѱи                       | ѱ (ψ) [пс]    | ѱи (пси)                         | 700 |
| ѳита                     | ѳ [θ]         | ѳита (тита; фита)                | 9   |
| ѵжица                    | ѵ [ɪ]         | ѵжица (ижица)                    | 400 |
| ѵжица оковы              | (Ϋ) [ʏ] ѷ     | ѵжица съ кєндима, ѷжица          | 400 |
| копа                     | Ҁ, ҁ          | копа, ҁопа                       | 90  |
| твърдо отъ               | [от]          | отъ, ѿ                           | 800 |
| о                        |               | ѽ                                | 400 |

### Развитие през XII – XV в.
Славянското писмо се развива предимно на Балканите под силно гръцко влияние. Начинът на писане следва гръцкия модел, с характеристики като:
- Поставяне на ударения:

́ – Остро ударение: така се изобразява ударението, когато то се пада на сричка, различна от последната;
̀ – Тежко ударение: така се изобразява ударението, когато то пада на последната сричка.
- Придихания:

҆ – Леко придихание – слага се вместо ударение на първата сричка, ако думата започва с гласна, както и на самостоятелни гласни.
҅ – Тежко придихание – използва се вместо леко придихание, само при съгласната Ѵ.
* или ˜ – тилда – поставяна върху понятия от абстрактен и възвишен характер (богъ, свети и т.н.), както и над буквите при употребата им като числа, преди въвеждането на арабската цифрова система.
Някои звукови знаци / букви имат повече от една форма, например има широко Е и О (в началото на думите) и тесни варианти в средата на думите.
Ї се пише преди гласна вместо И, а Ѡ се пише вместо О в началото на думите, ако е част от представка. У също има две форми, според това дали е в началото или в средата на думата.
На западните Балкани кирилицата се използва в Босна и Херцеговина, в нецърковни текстове на разговорен език (дипломатическа и официална кореспонденция). В тази редакция на кирилицата отпадат редица букви (ѫ, ѧ и йотираните им версии, ѳ, ѯ, ѡ, а ѣ се използва за предаване на мекост).

### Развитие през XV – XVIII в.

#### България
С падането на България под османско владичество в края на XIV век книжовната дейност силно намалява и се свежда до ограничен брой ръкописни творби с религиозна тематика. Въпреки това има опити за печат на кирилица извън България – например през 16 век във Венеция работи печатницата на Божидар Вукович, наследена от първия български издател и книжовник Яков Крайков.

#### Влашко
Кирилицата се използва активно във Влашкото княжество като азбука на използваните там два писмени езика – богослужебния църковнославянски език и влахо-българския език, използван за всекидневни и административни цели.
След 1600 г., кирилицата се използва за записване на влашки език, като при това са добавени няколко нови букви (Ꙟ и џ). Тази версия на кирилицата се нарича румънска кирилица и остава единствената азбука на румънския език до средата на XIX век, когато е заменена с латиница.

#### Русия
На базата на старославянската литература, внесена предимно от България, от XV век писмеността в Русия се развива като писменост на литургичния църковнославянски език с употреба и в административния, държавен език.
След буквите Ѩ, Ѭ (отпаднали на руска почва още през ХІІ в.), отпада буквата Ѫ (която в руски звучи и се записва като „у“). Изчезват йотираните Ѥ и ІА, а буквата Ѧ обозначава звукосъчетанието „йа“ (даже когато този звук етимологично не произлиза от Ѧ).
По време на Възраждането в България, през XVIII – XIX в., като противостоене на засилената елинизация на българите, провеждана от гръцкото духовенство, влиянието на руския църковнославянски език в България се засилва и заедно с гореописаните особености започва да се използва по-широко.

#### Хърватия
Кирилицата е в редовна употреба в Хърватия и Босна през този период, заедно с глаголицата и (с нарастваща честота) латиницата. Основните средища за развитието на кирилицата са Дубровник (15 – 16 век) и централна Далмация (правна и историографска литература). През XVI – XVII век има оживена издателска дейност на кирилска литература във Венеция от страна на францискански книжовници. В средата на XVI век в Урах, Германия работи хърватска протестантска печатница, която печата на кирилица и глаголица.

### Развитие през 1700 – 1945 г.
През 1708 г. руският цар Петър I провежда реформа на писмената система, целяща улесняване на книгопечатането. Начертанията и типографското оформление на буквите копират тогавашния шрифт, използван в Холандия (раннобарокова антиква). Премахнати са писането на ударения и тилди, както и различните изписвания на букви в началото и средата на думите, буквеното означаване на числа е заменено с арабски цифри, пунктуацията е изравнена със западноевропейската.
Буквата Ѧ е заменена с Я, произлизаща от ръкописната форма на Ѧ, но и съвпадаща огледално с латинско R. От азбуката са изхвърлени буквите ѕ, ѯ, ѱ, ѵ, Ȣ. Изхвърлена е и буквата „з“ и е заменена с „s“, но след няколко години „s“ бива отново заменена със „з“.
Тази латинизирана азбука (разработена в холандско печатарско ателие) е въведена като задължителна в Русия през 1708 г. под името „гражданский шрифт“. Именно „гражданският шрифт“ е известен днес като „кирилица“ и е в основата на всички кирилски азбуки.
Реформата на Петър I променя коренно развитието на руската азбука. Развитието на кирилицата прескача ренесансовия период от развитието на типографията в Западна Европа, и от средновековния етап, на който се намира дотогава, се изравнява с къснобароковата латинска типография.
Азбуката, традиционно използвана в България до първата четвърт на ХІХ в., е старата форма на кирилицата, като в нея спорадично се използват и буквите Ћ и Џ, изобретени в Западна България и Сърбия през XIV – XV в. Гражданската азбука е усвоена първо от сърбите в Австро-Унгария (от т.нар. славяносръбски език) около 1780 г., а след това и в България (около 1830-те). Преминаването от старата кирилица към руската гражданска азбука е улеснено от материалното превъзходство на руската литература (печатна преса, книгоиздаване) и от разпространените тогава панславянски идеи. Българската гражданска азбука взема обратно от старата кирилица и буквите Ѫ, Ѭ, Ѥ и Ꙗ, които липсват в руската, за сметка на това Э липсва в българската.
В началото на ХХ в. е създаден стандартен украински и беларуски правопис, базиран на руския граждански шрифт. През 1945 г. е създаден и стандартен македонски език с писмена система, базирана на сръбската азбука.
Съвременната руска кирилица добива окончателната си форма, когато след Октомврийската революция в Русия биват изхвърлени буквите Ѣ и Ї, Ѳ, Ѵ, а Ъ спира да се изписва в края на думи, завършващи на твърда съгласна. Реформата е повторена в България през 1945 г., като са изхвърлени и буквите Ѣ и Ѫ.

## Разпространение и разновидности
Варианти на руския „граждански шрифт“ днес ползват книжовният български език, руският, беларуският, украинският, русинският, т.нар. македонски, сръбският и неговите варианти в страните от бивша Югославия, а също така монголският и някои от езиците на страните от бившия СССР в Азия и Източна Европа. След разпадането на СССР, до 2018 г. от кирилицата в полза на латиницата са се отказали Молдова, Азербайджан, Узбекистан, Туркменистан. Казахстан също се отказва, като планира преходът към латиница (за казахския език) да завърши към 2025 г.
Национални варианти на кирилицата:  Българска кирилица, Беларуска кирилица, Румънска кирилица, Сръбска кирилица, Македонска кирилица, Руска кирилица, Украинска кирилица, Казахстанска кирилица, Киргизстанска кирилица, Молдавска кирилица, Монголска кирилица, Таджикска кирилица.
Кирилицата в първоначалния си вид се ползва в църковнославянския език, употребяван днес в редица православни църкви в Източна Европа.
Хърватско-босненската кирилица не се използва, освен спорадично със стилистино-декоративна цел (вж. Босанчица).

## Букви
| Буква | Произношение | Произход                                                                                               | Езици                                                           |
| ----- | ------------ | --- | --------------------------------------------------------------- |
| А, а  | /a/          | IX век, от гръцката буква Α                                                                            | Всички                                                          |
| Б, б  | /b/          | IX век, от гръцката буква Β                                                                            | Всички                                                          |
| В, в  | /v/          | IX век, от гръцката буква Β                                                                            | Всички                                                          |
| Г, г  | /g/          | IX век, от гръцката буква Γ                                                                            | Всички                                                          |
| Ґ, ґ  | /g/          | 1619 г., от кирилската буква Г                                                                         | Украински, русински, беларуски                                  |
| Д, д  | /d/          | IX век, от гръцката буква Δ                                                                            | Всички                                                          |
| Ђ, ђ  | /dʑ/         | Началото на 19 век, като вариант на Ћ                                                                  | Сръбски, черногорски                                            |
| Ѓ, ѓ  | /ɟ/          | 1945, от кирилската буква Г с добавено остро ударение                                                  | Македонска литературна норма                                    |
| Е, е  | /e/, /ɛ/     | IX век, от гръцката буква Ε                                                                            | Всички                                                          |
| Ё, ё  | /jo/         | 1795, от кирилската буква Е с добавен диерезис                                                         | Руски, беларуски, русински и много алтайски езици               |
| Є, є  | /jo/         | Краят на 18 век, от кирилската буква Е                                                                 | Украински, русински, хантийски; в сръбския до средата на 19 век |
| Ж, ж  | /ʒ/          | IX век, от глаголическата буква живете (Ⰶ)                                                             | Всички                                                          |
| З, з  | /z/          | IX век, от гръцката буква Ζ                                                                            | Всички                                                          |
| З́, з́  | /ʒʲ/         | Краят на 20 век, от кирилската буква З с добавено остро ударение                                       | Черногорски                                                     |
| Ѕ, ѕ  | /dz/         | IX век, отговаря на глаголическата буква дзело Ⰷ, начертанието е повлияно от гръцката буква стигма (Ϛ) | Македонска литературна норма                                    |
| И, и  | /i/          | IX век, от гръцката буква Η                                                                            | Всички без беларуски                                            |
| І, і  | /i/          | IX век, от гръцката буква Ι                                                                            | Украински, беларуски, русински, казахски, хакаски, коми         |
| Ї, ї  | /ji/         | 1885, от кирилската буква І с добавен диерезис                                                         | Украински, русински                                             |
| Й, й  | /j/          | XVII век, от кирилската буква И                                                                        | Български, руски, украински, беларуски                          |
| Ј, ј  | /j/          | XIX век, от латинската буква J                                                                         | Сръбски, азербайджански, алтайски, македонска литературна норма |
| К, к  | /k/          | IX век, от гръцката буква Κ                                                                            | Всички                                                          |
| Л, л  | /l/          | IX век, от гръцката буква Λ                                                                            | Всички                                                          |
| Љ, љ  | /ʎ/          | XIX век, лигатура на кирилските букви Л и Ь                                                            | Сръбски, македонска литературна норма                           |
| М, м  | /m/          | IX век, от гръцката буква Μ                                                                            | Всички                                                          |
| Н, н  | /n/          | IX век, от гръцката буква Ν                                                                            | Всички                                                          |
| Њ, њ  | /ɲ/          | XIX век, лигатура на кирилските букви Н и Ь                                                            | Сръбски, македонска литературна норма                           |
| О, о  | /o/          | IX век, от гръцката буква Ο                                                                            | Всички                                                          |
| П, п  | /p/          | IX век, от гръцката буква Π                                                                            | Всички                                                          |
| Р, р  | /r/          | IX век, от гръцката буква Ρ                                                                            | Всички                                                          |
| С, с  | /s/          | IX век, от един от графичните варианти на гръцката буква Ϲ                                             | Всички                                                          |
| С́, с́  | /sʲ/         | Краят на 20 век, от кирилската буква С с добавено остро ударение                                       | Черногорски                                                     |
| Т, т  | /t/          | IX век, от гръцката буква Τ                                                                            | Всички                                                          |
| Ћ, ћ  | /tɕ/         | IX век, от глаголическата буква герв" (Ⰼ)                                                              | Сръбски, черногорски, босненски                                 |
| Ќ, ќ  | /c/, /tɕ/    | 1945, от кирилската буква К с добавено остро ударение                                                  | Македонска литературна норма                                    |
| У, у  | /u/          | XVIII век, от кирилския диграф оу                                                                      | Всички                                                          |
| Ў, ў  | /ʊ/          | 1870 година, от кирилската буква У                                                                     | Беларуски, дунгански                                            |
| Ф, ф  | /f/          | IX век, от гръцката буква Φ                                                                            | Всички                                                          |
| Х, х  | /x/          | IX век, от гръцката буква Χ                                                                            | Всички                                                          |
| Ц, ц  | /ts/         | IX век, от глаголическата буква ци (Ⱌ), която на свой ред е заета от еврейската буква цаде (צ)         | Всички                                                          |
| Ч, ч  | /tʃ/         | IX век, от глаголическата буква черв (Ⱍ)                                                               | Всички                                                          |
| Џ, џ  |              | 1945                                                                                                   | Македонска литературна норма, сръбски, черногорски, босненски   |
| Ш, ш  | /ʃ/          | IX век, от глаголическата буква ша (Ⱎ), която на свой ред е заета от еврейската буква шин (ש)          | Всички                                                          |
| Щ, щ  | /ʃt/         | IX век, от глаголическата буква ща (Ⱋ)                                                                 | Български, руски, украински, русински                           |
| Ъ, ъ  | /ɤ̞/          | IX век, от гръцката буква Ο                                                                            | Български, руски, осетински                                     |
| Ь, ь  | —            | IX век, от гръцката буква Ο                                                                            | Всички                                                          |
| Э, э  | /e/, /ɛ/     | XIII век, от кирилската буква Е                                                                        | Руски, беларуски                                                |
| Ю, ю  | /ju/         | IX век, от гръцката лигатура IǑ                                                                        | Български, руски, украински, беларуски                          |
| Я, я  | /ja/         | XVIII век, от ръкописен вариант на кирилската буква Ѧ                                                  | Български, руски, украински, беларуски                          |

1. ↑  На чеченски и ингушки език – /ɑ/ или /ə/.
2. ↑  В много езици в краесловна позиция се обеззвучава до /p/. На марийски освен /b/ може да обозначава и звука /β/.
3. ↑  В българския и руския в краесловна позиция или пред беззвучна съгласна се обеззвучава до /f/. В монголския, както и в краесловна позиция в украинския се произнася като /w/.
4. ↑  В българския и руския в краесловна позиция или пред беззвучна съгласна се обеззвучава до /k/. В някои случаи в руския се произнася и като /v/ (наставките -ого и -его, сегодня) или /x/ (пред буквата к). В беларуския, украинския и русинския се произнася като /ɦ/.
5. ↑  В много езици в краесловна позиция се обеззвучава до /t/.
6. ↑  В руски и беларуски палатализира предходната съгласна или се произнася като /je/ или /jɛ/ в началото на думата или след гласна.
7. ↑  След съгласна се произнася като /o/, но съгласната се палатализира.
8. ↑  След съгласна се произнася като /o/, но съгласната се палатализира.
9. ↑  В руски и дунгански – /ʐ/, в монголски – /t͡ʃ/.
10. ↑  В много езици в краесловна позиция се обеззвучава до /s/.
11. ↑  В украински – /ɪ/.
12. ↑  В алтайски – /dz/.
13. ↑  В българския – /ɫ/ освен пред „е“ и „и“ или при палатализация. В монголския – /ɮ/.
14. ↑  В руския, украинския и беларуския – /n̪/. При палатализация в българския се изменя до /ɲ/.
15. ↑  В руския в неударена позиция се редуцира до /ɐ/ или /ə/. В македонската литературна норма – /ɔ/.
16. ↑  Латинската буква C има различен произход – от гръцката буква Γ.
17. ↑  В заемки може да се произнася и като /w/.
18. ↑  В руския – /tɕ/ или по изключение /ʂ/.
19. ↑  В руския – /ɕɕ/, в украинския и русинския – /ʃt͡ʃ/.
20. ↑  В руския и осетинския няма фонетична стойност, а изпълнява правописна функция.
21. ↑  Обозначава палатализация на предходната съгласна.

## Системи за транскрипция
- Транслитерация на български имена с латиница (1956)
- Обтекаема система за транслитерация на българската кирилица

## Компютърна поддръжка
По-слабото разпространение на кирилицата спрямо латиницата и фактът, че съвременните технологии се развиват в държави, използващи латиницата, намаляват количеството компютърни шрифтове за кирилица спрямо тези за латиница. При по-старите компютърни системи има проблеми с кодирането на кирилицата, като някои системи използват собствена кодировка, различаваща се съществено от другите. Част от българите използват писменост, базирана на латиницата (вижте шльокавица), за да комуникират през Интернет, в чат и по електронната поща. Подобен проблем съществува и в Русия, където правителството се опитва да противодейства с мерки като въвеждането на руски Интернет домейн на кирилица .рф. Първоначално заявеният .ру е отказан поради сходството с официалния домейн на Парагвай (.py).
Стандартът Уникод предвижда два далеч не пълни кодови сегмента за старата кирилица, както и новата кирилица и свързаните с нея символи – Кирилица (от U+0400 до U+04FF) и Кирилица – допълнение (от U+0500 до U+052F).

## Културно значение
- Ден на българската просвета и култура и на славянската писменост
- На кирилицата е наречена улица в квартал „Разсадник-Коньовица“ в София (Карта)
- „За българска кирилица“ е гражданска инициатива, която от 2014 година насам се фокусира върху насърчаването на използването на специфични шрифтове и графични форми на буквите от българската азбука, които се отличават от тези в други славянски азбуки. Има за цел да подчертае уникалността на българската кирилица и да насърчи нейното използване в различни контексти – от печатни издания до дигитални платформи.[14]